# Civitella und Ariccia (Ludwig Richter)

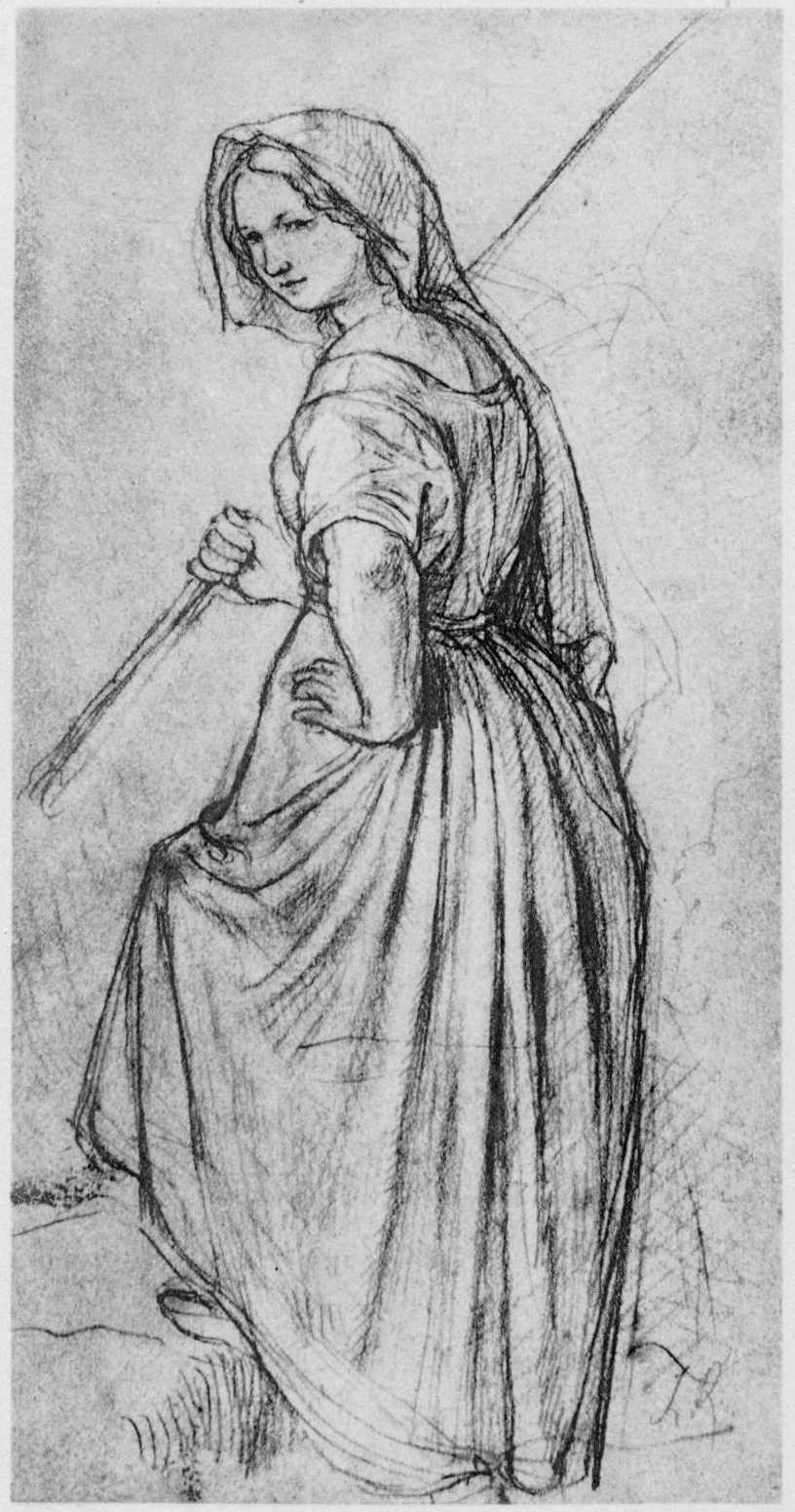
Studie zur Figur der Frau des Künstlers Auguste, geb. Freudenberg (ehem. Privatbesitz Johannes Kretzschmar)

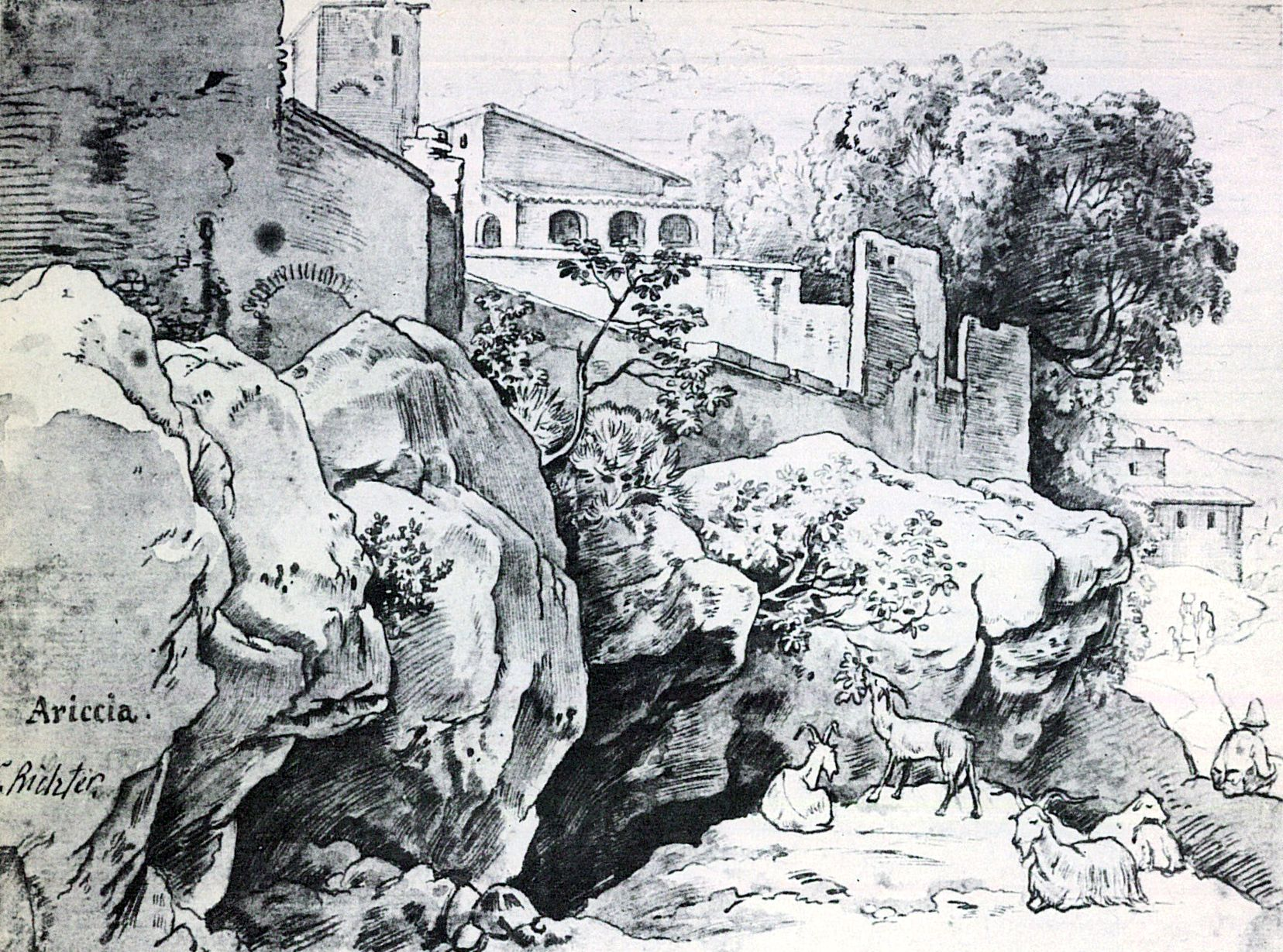
Felsen am Rande von Ariccia, Feder und Pinsel in Braun über Bleistift

Das Gemäldepaar Civitella (Der Abend) und Ariccia (Der Morgen) des deutschen Malers und Graphikers Ludwig Richter befindet sich in der Galerie Neue Meister in Dresden.
Die Gemälde entstanden in den Jahren 1827/28 im Auftrage des Kunsthistorikers und Mäzens Johann Gottlob von Quandt, dieser bestellte zwei italienische Landschaften mittlerer Größe. Der Auftrag war  für Ludwig Richter hochwillkommen, sicherte er ihm doch nach seiner Rückkehr nach Deutschland ein erstes Einkommen, mit dem er seine Braut Auguste Freudenberg endlich heiraten konnte. Er malte diese Bilder aus seiner Erinnerung an Italien, seine Frau hat er im Gemälde Civitella mit dargestellt.

## Bildbezüge aus der Erinnerung des Malers
„Schon den Winter über war ich von Brustschmerzen und einem anhaltenden Husten geplagt worden, und mein Aussehen wurde immer krankhafter; dennoch wagte ich nicht, einen der römischen Ärzte zu befragen, weil sie bei uns Deutschen kein besonderes Vertrauen genossen. Ich ließ die Sache gehen und hoffte, der ruhige Aufenthalt in Civitella werde alles wieder in Ordnung bringen.“

Im Juni 1825 beschloss Ludwig Richter, gemeinsam mit seinem Freund Ludwig von Maydell das italienische Bergstädtchen Civitella (heute: Bellegra) aufzusuchen, um dort in aller Ruhe Studien zu sammeln. Dazu äußerte sich der Künstler in seinen Lebenserinnerungen:

„Die deutschen Maler, die einzigen Fremden, die damals in die Gegend kamen, stiegen nur selten bis in das  Städtchen hinauf, weil sie schon unterhalb desselben die prachtvollste Aussicht in die Gebirge haben konnten und wohl wußten, daß es droben im Orte weder Sehenswürdigkeiten noch leibliche Erquickung nach dem beschwerlichen Steigen gab;  denn Civitella besaß keine Osteria, und zwar aus  dem einfachen Grunde, weil ein Wirt keine Gäste bekommen haben würde, und dies wieder aus dem Grunde, weil die Eingeborenen keine Bajocchi ausgeben konnten. Wir beide waren die ersten Fremden, welche für längere Zeit ihren Wohnsitz hier aufschlugen, und wurden durch unsere Einquartierung bei Don Vincenzo die Entdecker und Begründer eines Fremden-Asyls, welches später von Künstlern und Reisenden vielfach benutzt wurde.
Der kleine Ort mit seinem Kirchlein bedeckt einen schmalen Felsenrücken, der nach Norden senkrecht abfällt und südwärts nach Olevano sich bald mehr, bald weniger steil herniedersenkt, bis sich das öde Kalkgestein in die grünen Waldgründe verliert.
Die Armut der Bewohner schaut aus jeder Haustür, aus jeder leeren Fensteröffnung heraus. Arm, sehr arm waren die Leute, aber nicht verkommen; ihre Bedürfnisse waren gering, und sie wußten sich nach der Decke zu strecken; dabei zeigten sie sich gutmütig und überaus heiter. . .
. . . Unvergleichlich war die Aussicht von meinem Fenster. Das ganze großartige Gebirge übersah man bis in weite Fernen. Der kahle Felsrücken, an welchem vom Tore aus der Berg steil hinabführt, die dunkelgrünen Kastanien- und Eichenwälder in der Tiefe, die schmalen Pfade, welche sich wie lichte Fäden über die Hügel hinzogen, hier in Baumgruppen verschwindend, dort an der nächsten Berglehne wieder zum Vorschein kommend, alles das bot zumal am Abend, wenn die Schatten über der Tiefe lagen und die Berge im roten Goldton leuchteten, einen zauberhaften Anblick.. . .
. . . . Täglich stieg ich mit meiner Mappe den steilen Felsenweg hinunter und zeichnete in den Tälern und Schluchten bei dem stillen Klösterchen San Francesco oder in den Waldwegen nach Rocca Santo Stefano, und saß tagsüber in tiefer Einsamkeit bei der Arbeit. Kehrte ich gegen Abend heim, so machten wir miteinander den einzig möglichen Spaziergang zum südlichen Tore hinaus, wo der Felsrücken eine kleine Fläche bildet, von der sich die prachtvollste Aussicht auf das Gebirge bis zum fernen Meere auftut. Hier, vor dem kleinen Muttergottesbilde in einer Blende, verrichten die von der Arbeit in ihren Vignen heimkehrenden Landsleute ihr Abendgebet, und bunte Gruppen von Männern, Weibern, großen und kleinen Kindern mit ihren Ziegen und Schweinchen gaben prächtige Bildmotive für uns Maler.
Nicht weit von diesem Plateau, auf einem Unterbau von Zyklopenmauern, stand ein einfaches Begräbniskapellchen mit dem Ausblick auf die wilden, zerklüfteten Schluchten des Monte Serone; ein steiler Felspfad führt an den antiken Mauerblöcken hinab zu einer Quelle, deren spärlich fließendes Wasser die ganze Ortschaft versorgen mußte. Allabendlich sah man da Weiber und Mädchen, die gefüllte kupferne Conca auf dem Kopf, in der bekannten graziös-edlen Haltung aus der schattigen Tiefe heraufsteigen. Bei dieser Kapelle verweilten wir am liebsten gegen Sonnenuntergang, und wenn die reizenden Fernen der Volkersberge und der Meeresküste in wunderbarsten Glanz und Abendschimmer vor uns lagen, kamen uns jene Verse Dantes ins Gedächtnis:
‚Der Tag ging unter, und des Äthers Bräune

Rief die Geschöpfe, die da sind auf Erden,

Von ihrer Mühsal‘ usw. Inferno 2. Gesang.“